# Gioacchino Ventura
Gioacchino Ventura, (dei baroni) di Raulica, C.R. (Palermo, 8 dicembre 1792 – Versailles, 2 agosto 1861), è stato un predicatore, filosofo e teologo italiano, cittadino del Regno di Sicilia, presbitero teatino, noto anche per il suo sostegno alla causa della Rivoluzione siciliana del 1848.

## Biografia
Figlio di Paolo Ventura, barone di Raulica (1734-1816), avvocato e consigliere della Suprema Corte di Giustizia del Regno di Sicilia e di Caterina Platinelli, Gioacchino Ventura fu avviato agli studi presso il Collegio Massimo dei Gesuiti di Palermo, sua città natale. Dopo l'iniziale adesione alla Compagnia di Gesù nel 1808, quando l'organizzazione gesuita fu soppressa in Sicilia nel 1817, Ventura aderì ai teatini. Ordinato sacerdote, si distinse come apologeta, scrittore e predicatore, soprattutto grazie alla sua Orazione funebre di Pio VII (1823). La sua carriera da filosofo iniziò come esponente della corrente controrivoluzionaria resa nota da autori come Félicité de Lamennais, Joseph de Maistre e Louis de Bonald.

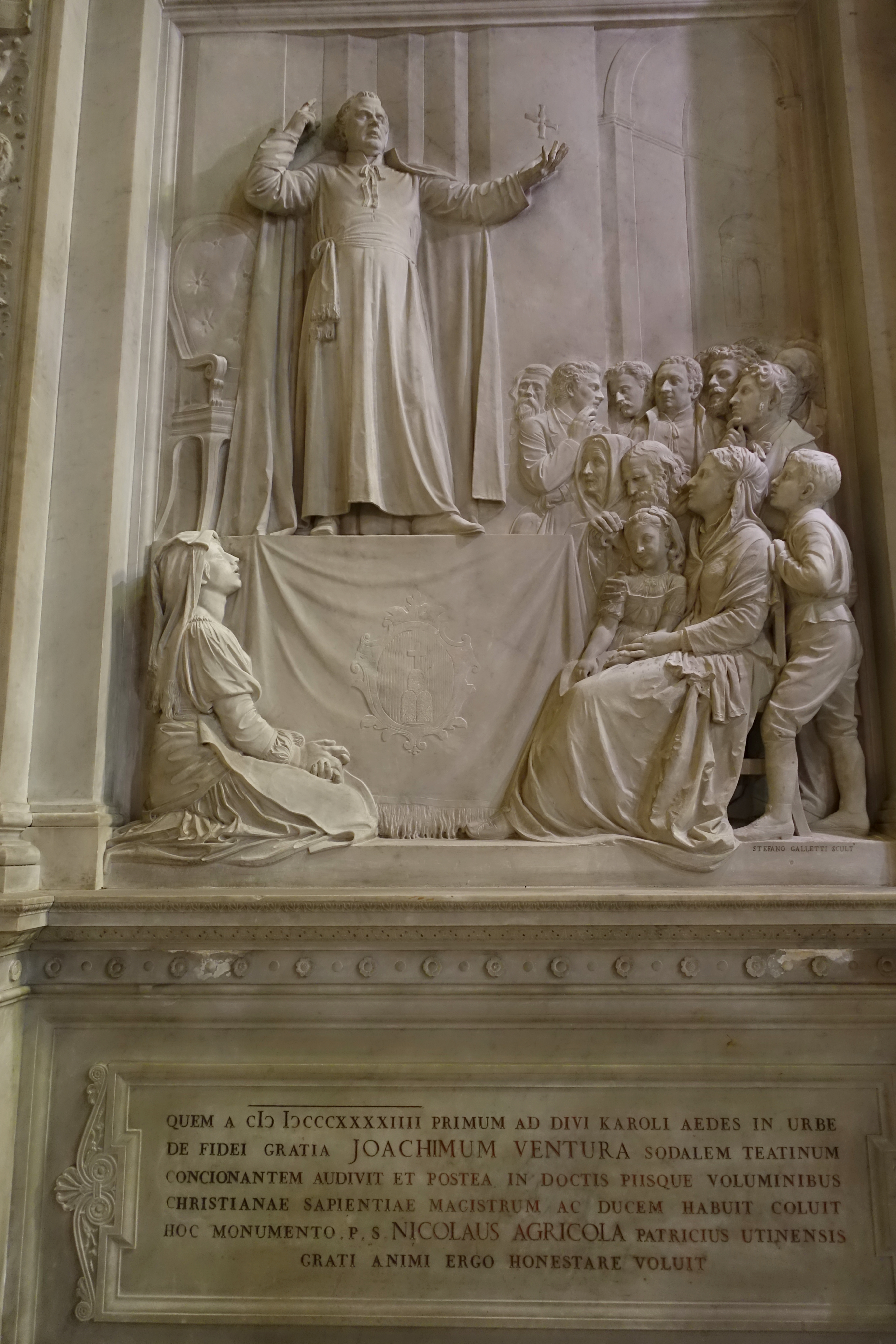
Monumento memoriale a Gioacchino Ventura nella Basilica di Sant'Andrea della Valle di Roma

Da papa Leone XII fu nominato docente di diritto canonico all'Università "La Sapienza", e nel 1830 fu eletto Superiore Generale dei Teatini. Dopo questo incarico (1830-1833) Ventura intraprese l'attività di predicatore a Roma. La sua eloquenza, sebbene a volte esagerata e prolissa, era veemente e diretta ed ottenne grande fama. A Parigi, nonostante una conoscenza non perfetta della lingua francese, Ventura riuscì quasi a rivaleggiare con il celebre predicatore domenicano Jean-Baptiste Henri Lacordaire.
Con l'elezione di papa Pio IX al soglio pontificio, Gioacchino Ventura acquisì un ruolo politicamente prominente. Nel 1848, anno dei grandi moti europei, egli sostenne la legittimità storica e giuridica della rivoluzione siciliana, auspicando la rifondazione del Regno di Sicilia indipendente all'interno di una confederazione italiana di Stati sovrani, e viene nominato ministro plenipotenziario e rappresentante del governo siciliano a Roma.
Nel frattempo la sua posizione a Roma divenne delicata per via della proclamazione della Repubblica Romana (1849) e dell'esilio di Pio IX. Ventura rifiutò l'offerta di un seggio all'Assemblea Costituente, ma – oltre ad invocare la separazione tra potere temporale e spirituale – riconobbe la Repubblica Romana a nome del governo rivoluzionario di Palermo. Dopo la resa della Repubblica, si trasferì in Francia, dove morì nel 1861.

## Opere
- La scuola de' miracoli: ovvero, Omilie sopra le principali opere della potenza e della grazia di Gesù Cristo, figliuolo di Dio e Salvatore del mondo
- Il tesoro nascosto: ovvero, Omilie sopra la passione del Nostro Signor Gesù Cristo
- La Madre di Dio, madre degli uomini: ovvero, Spiegazione del mistero della SS. Vergine a piè della croce
- Le bellezze della fede ne' misteri dell' Epifania: ovvero, La felicità di credere in Gesù Cristo e di appartenere alla vera chiesa
- I disegni della divina misericordia sopra le Americhe: panegirico in onore del beato Martino de Porres, terziario professo dell'ordine de' PP. predicatori
- Il potere politico cristiano: discorsi pronunciati la quaresima del 1857 nella cappella imperiale delle Tuileries
- Saggio sul potere pubblico, o Esposizione delle leggi naturali dell'ordine sociale
- Dello spirito della rivoluzione e dei mezzi di farla terminare
- La ragione filosofica e la ragione cattolica: ragionamenti predicati a Parigi nell'anno 1851
- La tradizione e i semi-pelagiani della filosofia: ossia, Il semi-razionalismo svelato
- Saggio sull'origine delle idee e sul fondamento della certezza
- Della vera e della falsa filosofia
- Nuove omelie sulle donne del Vangelo
- Corso di filosofia cristiana: ossia, Restaurazione cristiana della filosofia
- Sopra una Camera di Pari nello stato pontificio: opinione
- La Questione Sicula nel 1848 sciolta nel vero interesse della Sicilia, Napoli e dell'Italia
- Memoria pel riconoscimento della Sicilia come stato sovrano ed indipendente
- Menzogne diplomatiche, ovvero esame dei pretesi diritti che s'invocano del gabinetto di Napoli nella Questione Sicula
- Discorso funebre pei morti di Vienna la religione e la libertà
- Raccolta di elogi funebri e lettere necrologiche